# Hans-Werner Fischer-Elfert
Hans-Werner Fischer-Elfert (* 2. September 1954 in Hage) ist ein deutscher Ägyptologe.
Fischer-Elfert studierte zwischen 1976 und 1982 Ägyptologie, Hethitologie und Völkerkunde an den Universitäten Hamburg und Tübingen. 1985 wurde er in Hamburg promoviert. Von 1986 bis 1987 war er Lehrbeauftragter an der Universität Heidelberg und danach bis 1989 wissenschaftlicher Mitarbeiter am „Verzeichnis Orientalischer Handschriften in Deutschland“. Von 1989 bis 1995 war er wissenschaftlicher Assistent an der Universität Würzburg, wo er sich 1994 habilitierte. 1996 ging er als Maître de conférences an die École pratique des hautes études der Sorbonne in Paris. 1997 war er für ein halbes Jahr Lehrstuhlvertreter an der Universität Leipzig und anschließend bis 1998 Forschungsstipendiat der Deutschen Forschungsgemeinschaft. 1998–1999 folgte eine weitere Lehrstuhlvertretung an der Universität Heidelberg, bis er im Oktober 1999 ordentlicher Professor am Ägyptologischen Institut der Universität Leipzig wurde. Als solcher ist er auch geschäftsführender Direktor des Ägyptischen Museums der Universität Leipzig. Seine dortige Tätigkeit unterbrach er im Wintersemester 2003/04 und 2009/10 für eine Gastprofessur am Department of Near Eastern Languages and Civilizations der Yale University in New Haven (Connecticut). 2020 wurde Fischer-Elfert emeritiert. Sein Nachfolger als Instituts- und Museumsdirektor in Leipzig wurde Holger Kockelmann.
Fischer-Elfert ist Mitherausgeber der Zeitschrift für Ägyptische Sprache und Altertumskunde (ZÄS). Seine Forschungsschwerpunkte bilden die altägyptische Literatur, Magie und Medizin.
Am 12. Februar 2010 wurde Fischer-Elfert zum ordentlichen Mitglied der Philologisch-historischen Klasse der Sächsischen Akademie der Wissenschaften in Leipzig gewählt.
Hans-Werner Fischer-Elfert ist der Bruder des Künstlers und Dokumentarfilmers Ralf-Peter Post.

## Schriften
Monografien
- Die Satirische Streitschrift des Papyrus Anastasi I. Textzusammenstellung (= Kleine ägyptische Texte. Band 7). Harrassowitz, Wiesbaden 1983, ISBN 3-447-02359-7 (2., erweiterte Auflage ebenda 1992, ISBN 3-447-03237-5).
- Die Satirische Streitschrift des Papyrus Anastasi I. Übersetzung und Kommentar (= Ägyptologische Abhandlungen. Band 44). Harrassowitz, Wiesbaden 1986, ISBN 3-447-02612-X.
- Literarische Ostraka der Ramessidenzeit in Übersetzung (= Kleine ägyptische Texte. Band 9). Harrassowitz, Wiesbaden 1986, ISBN 3-447-02611-1.
- mit Günter Burkard: Ägyptische Handschriften Teil 4 (= Verzeichnis der orientalischen Handschriften in Deutschland. Band 19, Nr. 4). 1994,
- Lesefunde im literarischen Steinbruch von Deir el-Medineh (= Kleine ägyptische Texte. Band 12). Harrassowitz, Wiesbaden 1997, ISBN 3-447-03905-1.
- Die Vision von der Statue im Stein. Studien zum altägyptischen Mundöffnungsritual (= Schriften der Philosophisch-Historischen Klasse der Heidelberger Akademie der Wissenschaften. Band 5). Winter, Heidelberg 1998, ISBN 3-8253-0678-X.
- Die Lehre eines Mannes für seinen Sohn. Eine Etappe auf dem »Gottesweg« des loyalen und solidarischen Beamten des Mittleren Reiches (= Ägyptologische Abhandlungen. Band 60). 2 Teilbände, Harrassowitz, Wiesbaden 1999, ISBN 3-447-03919-1.
- Abseits von Ma’at. Fallstudien zu Außenseitern im Alten Ägypten (= Wahrnehmungen und Spuren Altägyptens. Band 1). Ergon-Verlag, Würzburg 2005, ISBN 3-89913-465-6.
- Altägyptische Zaubersprüche. Reclam, Stuttgart 2005, ISBN 3-15-018375-8 (durchgesehene und aktualisierte Ausgabe ebenda 2018).
- Magika Hieratika in Berlin, Hannover, Heidelberg und München (= Ägyptische und orientalische Papyri und Handschriften des Ägyptischen Museums und Papyrussammlung Berlin. Band 2). de Gruyter, Berlin / Boston 2015, ISBN 978-3-05-006372-0.
- mit Friedhelm Hoffmann: Die magischen Texte von Papyrus Nr. 1826 der Nationalbibliothek Griechenlands (= Ägyptologische Abhandlungen. Band 77). Harrassowitz, Wiesbaden 2020, ISBN 978-3-447-11201-7.
- Grundzüge einer Geschichte des Hieratischen (= Einführungen und Quellentexte zur Ägyptologie. Band 14). 2 Teilbände, Lit, Berlin / Münster 2021, ISBN 978-3-643-15014-1.

Herausgeberschaften
- Papyrus Ebers und die antike Heilkunde. Akten der Tagung vom 15.03.–16.03.2002 in der Albertina/UB der Universität Leipzig (= Philippika. Marburger altertumskundliche Abhandlungen. Band 7). Harrassowitz, Wiesbaden 2005, ISBN 3-447-05209-0.
- zusammen mit Stefan Lehmann: Forscher – Pfarrer – Sammler. Die ägyptischen Altertümer des Dr. Julius Kurth aus den Beständen des Archäologischen Museums der Martin-Luther-Universität in Halle (= Kleine Schriften des Ägyptischen Museums „Georg Steindorff“ der Universität Leipzig. Band 8). Leipzig 2011, ISBN 978-3-86583-584-0.
- zusammen mit Stefan Lehmann: Aegyptiaca und Papyri der Sammlung Julius Kurth (= Archäologisches Museum Robertinum. Band 1). Sandstein, Dresden 2014, ISBN 978-3-95498-134-2.